# Royal Warrant

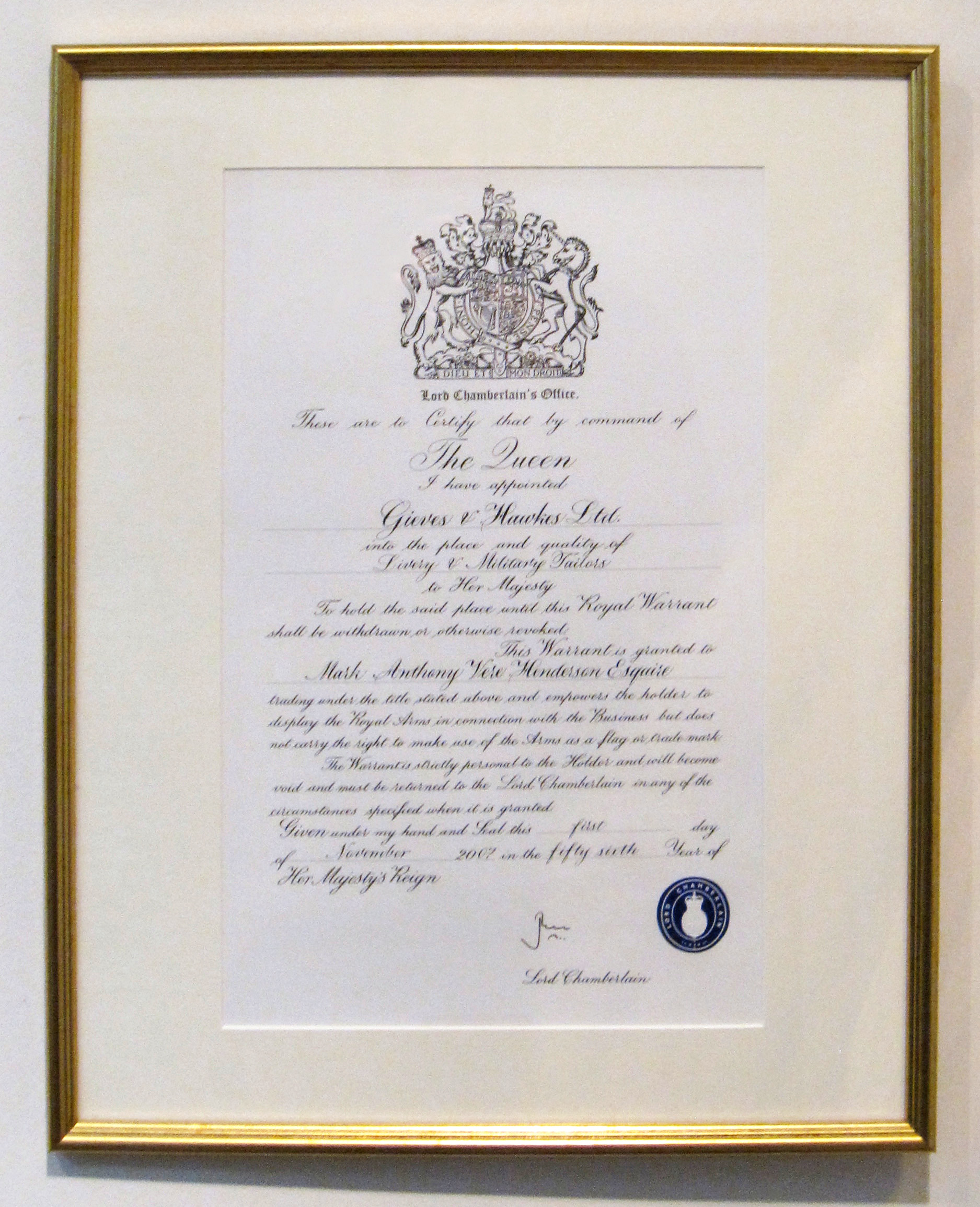
Royal Warrant di Elisabetta II in mostra alla sartoria Gieves & Hawkes, Savile Row

Il Royal Warrant of Appointment è un'onorificenza conferita dalla Famiglia Reale Britannica a un Ente o un'attività commerciale. È l'equivalente del titolo usato durante il Regno d'Italia come "Fornitore della Real Casa di Savoia".

## Storia
Il significato di questa onorificenza sta nel fatto che, con tale sigillo, si accerta che l'attività commerciale ha svolto, o svolge tuttora, servizi per la Corona Inglese. Questo simbolo dona molto prestigio all'attività.
I Royal Warrant sono stati conferiti dal XV secolo a coloro che forniscono beni o servizi a una corte reale o a determinati personaggi reali. Il mandato (warrant) consente al fornitore di pubblicizzare il fatto di essere fornitore della famiglia reale, dando così prestigio al marchio e/o al fornitore. Nel Regno Unito i tre membri più anziani della famiglia reale britannica concedono sovvenzioni a società o commercianti che forniscono beni e servizi a persone della famiglia.
I fornitori continuano a addebitare i loro beni e servizi - un mandato non implica che debbano fornire beni e servizi gratuitamente. Il mandato è in genere pubblicizzato su cartelloni pubblicitari o cartelloni aziendali in inglese britannico, sulla carta intestata e sui prodotti, mostrando lo stemma o il distintivo araldico del personaggio reale, a seconda dei casi. Sotto lo stemma apparirà di solito la frase "Per incarico di..." (in inglese By Appointment to...), seguita dal titolo e dal nome del cliente reale e dopo quali beni vengono forniti. Non è consentito fornire altri dettagli su ciò che viene fornito.

## Titolari (parziale)
| Società                                               | Emittente                                                          | Campo | Motivazione                                                   | Data di fine validità | Data di prima assegnazione                       | Inizio attività | Fonti           |
| ----------------------------------------------------- | ------------------------------------------------------------------ | --- | ------------------------------------------------------------- | --------------------- | ------------------------------------------------ | --------------- | --------------- |
| A&M Restoration and Conservation                      | The Queen & The Prince of Wales                                    | Restoration and conservation of Interiors, Furniture                                                                   | General Conservators                                          | 2019                  | 2019?                                            | 2000            | [ 1 ]           |
| Abbey England Ltd                                     | The Queen                                                          | Saddlery, Leather Goods and Fashion                                                                                    | Saddlery Workshop Materials                                   | 2019                  |                                                  | 1832            | [ 2 ]           |
| Abels Moving Services Ltd                             | The Queen                                                          | Removals and storage services                                                                                          | Removals and Storage Services                                 | 2019                  | 1989                                             | 1958            | [ 3 ]           |
| A.C Bacon Engineering Ltd                             | The Queen                                                          | Steel framed and agricultural buildings                                                                                | Manufacturer of Steel-Framed Buildings                        | 2019                  |                                                  | 1961            | [ 4 ]           |
| A.C Cooper (Colour) Ltd                               | The Prince of Wales                                                | Antiques, arts and conservation                                                                                        | Fine Art Photographers                                        | 2019                  |                                                  | 1918            | [ 5 ]           |
| A&E Fire Equipment Ltd                                | The Prince of Wales                                                | Fire prevention and security systems                                                                                   | Fire Fighting Equipment and Fire Detection Services           | 2019                  |                                                  | 1965            | [ 6 ]           |
| A. Fulton Company Ltd                                 | The Queen                                                          | Umbrella Manufacturers                                                                                                 | Umbrella Manufacturers                                        | 2019                  |                                                  | 1956            | [ 7 ]           |
| A. Hester Ltd                                         | The Queen                                                          | Organic waste and environmental contractors                                                                            | Supplier of Environmental Services                            | 2019                  |                                                  | 1920            | [ 8 ]           |
| A. J Charlton and Sons Ltd                            | The Queen                                                          | Gate Manufacturers | Gate Manufacturers                                            | 2019                  | 2000                                             | 1903            | [ 9 ]           |
| A.J Freezer Water Services Ltd                        | The Queen                                                          | Irrigation System Specialists & Suppliers                                                                              | Irrigation Equipment Supplies                                 | 2019                  | 2019?                                            | 2002            |                 |
| Amerex Fire International Ltd                         | The Queen                                                          | Fire Protection Products                                                                                               | Fire Protection Products                                      | 2019                  | 2009                                             | 1985            |                 |
| A. Nash                                               | The Queen                                                          | Broomsticks | Manufacturer of Besom Brooms and Pea Sticks                   | 2019                  | 1999                                             | 1700s           | [ 10 ]          |
| Abaris Holdings Limited t/a Arthur Sanderson & Sons   | The Queen                                                          | Soft Furnishings, Wallpapers, Paints and Fabrics                                                                       | Supplies of wallpapers, paints and fabrics                    | 2019                  | 1955                                             | 1860            | [ 1 ] [ 11 ]    |
| Absolute Floorcare                                    | The Queen                                                          | Cleaning, maintenance and renovation services                                                                          | Specialist Cleaning Services                                  | 2019                  | 2018?                                            | 1989            | [ 12 ]          |
| Adexchange Media Limited                              | The Queen                                                          | Supplier of Recorded Telephone Messages                                                                                | Supplier of Recorded Telephone Messages                       | 2019                  | 2019?                                            | 2001            | [ 13 ]          |
| Agma Ltd                                              | The Queen                                                          | Cleaning & Hygiene Products                                                                                            | Cleaning & Hygiene Products                                   | 2019                  | 2019?                                            | 1968            | [ 14 ]          |
| Agri-Cycle                                            | The Queen                                                          | Plastic Recycling, Farm Waste                                                                                          | Agricultural Waste Recycling                                  | 2019                  | 2019?                                            | 2004            | [ 15 ]          |
| Apex Lifts and escalators Ltd.                        | The Queen                                                          | Lifts | Manufacturers and Suppliers of Passenger Lifts                | 2019                  | 2019?                                            | 1970            | [ 16 ]          |
| Ainsworths Homeopathic Pharmacy                       | The Queen, The Prince of Wales, The Queen Mother (Until 2002)      | Homeopathic medicines and Bach flower remedies                                                                         | Chemists                                                      | 2019                  | 1980                                             | 1980            | [ 17 ]          |
| Airglaze Aviation GmbH                                | The Queen                                                          | Aircraft Servicing, Restoration                                                                                        | Supplier of Polish and Protective Coatings                    | 2019                  | 2019?                                            | 2017?           | [ 18 ]          |
| AJ Lowther & Son Ltd                                  | The Queen                                                          | Supplier of steel-framed buildings and cladding. Building & Maintenance                                                | Supply & Refurbishment of Steel Framed Buildings              | 2019                  | 2019?                                            | 1965            | [ 19 ]          |
| Alan Scott Panel Beater & Paint Sprayer               | The Queen                                                          | Vehicle Repairs, Panel Beater & Painter                                                                                | Car / Vehicle Repairer                                        | 2019                  | 2019?                                            | 1986            | [ 20 ]          |
| Albert Amor Ltd                                       | The Queen                                                          | Antiques, Art & Conservation                                                                                           | Suppliers of 18th Century Porcelains                          | 2019                  | 2019?                                            | 1998            | [ 21 ]          |
| Albert E. Chapman Ltd                                 | The Queen                                                          | Upholstering, fabric wall covering and tent-ceiling contractor. Curtain & Draping Manufacturer                         | Upholsterers and Soft Furnishers                              | 2019                  | 2019?                                            | 1930            | [ 22 ]          |
| Alexandre of England 1988 Ltd                         | The Queen                                                          | Tailor of Suits, Shirts and Ties                                                                                       | Tailors                                                       | 2019                  | 2019?                                            | 1988            | [ 23 ] [ 24 ]   |
| All About Baths                                       | The Queen                                                          | Bath Retailer & Maintenance                                                                                            | Bath Restorers                                                | 2019                  | 2019?                                            | 1993            | [ 25 ]          |
| Allan Coggin Furnishing Consultant                    | The Queen                                                          | Soft Furnishing Consultant                                                                                             | Soft Furnishing Consultant                                    | 2019                  | 2019?                                            | 2019?           | [ 26 ]          |
| Allen & Foxworthy Ltd                                 | The Queen                                                          | Scaffolding Services                                                                                                   | Scaffolding Contractor                                        | 2019                  | 2019?                                            | 1998            | [ 27 ]          |
| Allen & Page Ltd                                      | The Prince of Wales                                                | Horse Feed & Animal Welfare                                                                                            | Producer & Supplier of Organic & Non GM Animal Feeds          | 2019                  | 2009                                             | 1936            | [ 28 ]          |
| Allens Farm                                           | The Queen                                                          | Supplier of Kent Cobnuts                                                                                               | Supplier of Kent Cobnuts                                      | 2019                  | 2014                                             | 2014?           | [ 29 ]          |
| Amber Computing & IT Services Ltd                     | The Queen                                                          | Computer hardware, managed network support and website Consultancy Services                                            | Suppliers of Computers, Software & Office Technology          | 2019                  | 2009                                             | 1999            | [ 30 ]          |
| Aquadition Ltd                                        | The Queen                                                          | Water Treatment Services                                                                                               | Water Treatment Services                                      | 2019                  | 2009                                             | 1972            | [ 31 ]          |
| A.S. Handover Ltd                                     | The Queen                                                          | Antiques, Art & Conservation                                                                                           | Brushes, Paints and Gilding Materials                         | 2019                  | 2019?                                            | 1949            | [ 32 ]          |
| Asprey London Limited                                 | The Prince of Wales                                                | Luxury goods | Jewellers, Goldsmiths and Silversmiths                        | 2019                  | 1982                                             | 1781            | [ 33 ]          |
| Aston Martin Lagonda Ltd                              | The Prince of Wales                                                | Luxury Automobiles | Motor Car Manufacturer and Repairer                           | 2019                  | 1982                                             | 1913            | [ 34 ]          |
| Autoglym Ltd                                          | The Queen, the Prince of Wales                                     | Transportation and vehicles                                                                                            | Supplier of Car Care Products                                 | 2019                  | 1991                                             | 1965            | [ 35 ]          |
| A.W Hainsworth & Sons                                 | The Queen                                                          | Household Fabrics and Clothing                                                                                         | Manufacturers of Furnishing Fabrics                           | 2019                  |                                                  | 1783            | [ 36 ]          |
| Axminster Carpet Ltd                                  | The Queen                                                          | Homes & Household Goods                                                                                                | Carpet manufacturer                                           | 2019                  | 2012                                             | 1755            | [ 37 ]          |
| Bacardi-Martini Ltd                                   | The Queen                                                          | Alcoholic Drinks | Martini Vermouth                                              | 2019                  |                                                  | 1863            |                 |
| J. Barbour and Sons                                   | The Queen, The Duke of Edinburgh (Until 2021), the Prince of Wales | Clothing and Outerwear                                                                                                 | Manufacturers of Waterproof and Protective Clothing           | 2019                  | 1974                                             | 1894            | [ 38 ]          |
| Barnard & Westwood Ltd                                | The Queen, the Prince of Wales                                     | Printing and Bookbinding                                                                                               | Printers and Bookbinders                                      | 2019                  | Queen: 1986, Prince of Wales: 2012               | 1921            | [ 39 ]          |
| Bell Decorating Group Ltd                             | The Queen                                                          | Painters and Decorators                                                                                                | Painters and Decorators                                       | 2025                  | 2009                                             | 1988            |                 |
| Bendicks (Mayfair) Ltd                                | The Queen                                                          | Chocolate goods | Premium after-dinner mints                                    | 2019                  | 1962                                             | 1930            | [ 40 ]          |
| Benney                                                | The Queen, The Duke of Edinburgh (Until 2021), the Prince of Wales | Jewellers, Gold/Silversmiths & Clockmakers                                                                             | Gold & Silversmiths                                           | 2019                  |                                                  |                 | [ 41 ]          |
| Berry Brothers & Rudd                                 | The Queen, the Prince of Wales                                     | Wine and Spirits | Wine & Spirits Merchants                                      | 2019                  | 1903                                             | 1698            | [ 42 ]          |
| BJS Company Ltd                                       | The Queen                                                          | Exclusive Silverware, Precision Electroplaters & Electrofomers                                                         | Electroformers, Electroplaters & Silversmiths                 | 2023                  | 1992                                             | 1945            | [ 43 ]          |
| A.J Freezer Water Services Ltd                        | The Queen                                                          | Irrigation System Specialists & Suppliers                                                                              | Irrigation Equipment Supplies                                 | 2019                  | 2019?                                            | 2002            |                 |
| Bluebird Buses Ltd t/a Stagecoach Bluebird            | The Queen                                                          | Bus and Coach Services                                                                                                 | Bus and Coach Services                                        | 2019                  | 1996                                             | 1985            | [ 44 ]          |
| Boots UK Ltd                                          | The Queen                                                          | Health & Beauty | Pharmacy-led health and beauty retailer                       | 2019                  |                                                  | 1849            | [ 45 ]          |
| Brintons Carpet Ltd                                   | The Queen                                                          | Homes and household goods                                                                                              | Carpet manufacturer                                           | 2019                  | 1958                                             | 1783            | [ 46 ]          |
| British Sugar Plc                                     | The Queen                                                          | Food & Drink | Manufacturers of sugar                                        | 2019                  |                                                  | 1936            | [ 47 ]          |
| Britvic Soft Drinks Ltd                               | The Queen                                                          | Food & Drink | Manufacturers of fruit juices and soft drinks                 | 2019                  |                                                  | 1938            | [ 48 ]          |
| BT                                                    | The Queen                                                          | Business & Technology                                                                                                  | Suppliers of communications, broadband and networked services | 2019                  |                                                  | 1969            | [ 49 ]          |
| Burberry Limited                                      | The Queen, the Prince of Wales                                     | Clothing & Accessories                                                                                                 | Weatherproofers & Outfitters                                  | 2019                  | 1955                                             | 1856            | [ 50 ]          |
| Cadbury UK Ltd                                        | The Queen                                                          | Chocolate goods | Chocolatiers                                                  | 2019                  | 1969                                             | 1831            | [ 51 ]          |
| Calor Gas Ltd                                         | The Queen, The Duke of Edinburgh (Until 2021)                      | Building & Maintenance                                                                                                 | Suppliers of liquefied petroleum gas                          | 2019                  |                                                  | 1935            | [ 52 ]          |
| Carluccio's Ltd                                       | The Prince of Wales                                                | Food & Drink | Supplier of Italian food and truffles                         | 2019                  |                                                  | 1991            | [ 53 ]          |
| Mr. Ian Carmichael                                    | The Queen                                                          | Hairdressing | Hairdresser                                                   | 2019                  | 2016                                             |                 |                 |
| Cartier Ltd                                           | The Prince of Wales                                                | Jewellers, Gold/Silversmiths/Clockmakers                                                                               | Jewellers and Goldsmiths                                      | 2019                  |                                                  | 1847            | [ 54 ]          |
| Champagne Bollinger S.A.                              | The Queen                                                          | Food & Drink | Purveyors of Champagne                                        | 2019                  | 1884                                             | 1829            | [ 55 ]          |
| Champagne GH Mumm & Cie                               | The Queen                                                          | Food & Drink | Purveyors of Champagne                                        | 2019                  |                                                  | 1827            | [ 56 ]          |
| Champagne Krug                                        | The Queen                                                          | Food & Drink | Purveyors of Champagne                                        | 2019                  |                                                  | 1843            | [ 57 ]          |
| Champagne Lanson Pére Et Fils                         | The Queen                                                          | Food & Drink | Purveyors of Champagne                                        | 2019                  |                                                  | 1760            | [ 58 ]          |
| Champagne Laurent-Perrier                             | The Prince of Wales                                                | Food & Drink | Purveyors of Champagne                                        | 2019                  |                                                  | 1812            | [ 59 ]          |
| Champagne Louis Roederer                              | The Queen                                                          | Food & Drink | Purveyors of Champagne                                        | 2019                  |                                                  | 1776            | [ 60 ]          |
| Champagne Moet & Chandon                              | The Queen                                                          | Food & Drink | Purveyors of Champagne                                        | 2019                  |                                                  | 1743            | [ 61 ]          |
| Champagne Veuve Clicquot                              | The Queen                                                          | Food & Drink | Purveyors of Champagne                                        | 2019                  |                                                  | 1772            | [ 62 ]          |
| Charbonnel et Walker Ltd                              | The Queen                                                          | Food & Drink | Chocolate Manufacturers                                       | 2019                  |                                                  | 1875            | [ 63 ]          |
| Changeworks Recycling                                 | The Queen                                                          | Recycling and Waste Management                                                                                         | Waste Management Services                                     | 2021                  | 2017                                             | 2001            |                 |
| Clarins (UK) Ltd                                      | The Queen                                                          | Health & Beauty | Manufacturers of Skin Care and Cosmetics                      | 2019                  |                                                  | 1954            | [ 64 ]          |
| Clow Group Ltd                                        | The Queen                                                          | Building & Maintenance                                                                                                 | Manufacturers of Access Equipment                             | 2019                  | 2008                                             | 1913            | [ 65 ]          |
| Computer Aid International                            | The Queen                                                          | Business & Technology                                                                                                  | Computer recycling services                                   | 2019                  |                                                  | 1998            | [ 66 ]          |
| Connevans Limited                                     | The Queen                                                          | Manufacturers and Suppliers of Audio Equipment                                                                         | Manufacturers and Suppliers of Audio Equipment                | 2019                  | 2016                                             | 1961            |                 |
| Corgi Hosiery Limited                                 | The Prince of Wales                                                | Clothing & Accessories                                                                                                 | Knitwear & Hosiery Manufacturers                              | 2019                  |                                                  | 1892            | [ 67 ]          |
| Cornelia James Ltd                                    | The Queen                                                          | Clothing & Accessories                                                                                                 | Glove Manufacturer                                            | 2019                  | 1979                                             | 1946            | [ 68 ]          |
| Coventry Scaffolding Ltd.                             | The Queen                                                          | Building & Maintenance                                                                                                 | Scaffolding Contractor                                        | 2019                  | 2005                                             | 1950            |                 |
| Crown Paints                                          | The Queen                                                          | Building & Maintenance                                                                                                 | Manufacturers of Paint                                        | 2019                  |                                                  | 1777            | [ 69 ]          |
| Daks Ltd                                              | The Queen, The Duke of Edinburgh (Until 2021), the Prince of Wales | Clothing, footwear and accessories                                                                                     | Outfitters                                                    | 2019                  | 1956                                             | 1894            | [ 70 ]          |
| Darville & Son Ltd                                    | The Queen                                                          | Groceries, Tea | Grocers                                                       | 2019                  | 1946                                             | 1860            | [ 71 ]          |
| EFL Ltd                                               | The Queen                                                          | Building & Maintenance                                                                                                 | Lead Roofers                                                  | 2019                  | 2015                                             | 1995            |                 |
| First Option Software Ltd                             | The Queen                                                          | Suppliers of Software Services                                                                                         | Software Developers                                           | 2019                  | 2016                                             | 1989            | [ 72 ]          |
| Fisher & Donaldson                                    | The Queen                                                          | Bread, Cakes and Confectionery                                                                                         | Bakers                                                        | 2019                  | 2011                                             | 1919            | [ 73 ]          |
| Fortnum & Mason PLC                                   | The Queen, the Prince of Wales                                     | Groceries and provisions                                                                                               | Grocers & Provision Merchants, Tea Merchants                  | 2019                  | 1955                                             | 1707            | [ 74 ]          |
| Foodspeed Ltd                                         | The Queen                                                          | Dairy | Fresh Milk and Dairy Products                                 | 2019                  | 2012                                             | 2000            | [ 75 ] [ 76 ]   |
| G Ettinger Ltd.                                       | The Prince of Wales                                                | Leathergoods | Manufacturers of Leathergoods                                 | 2019                  | 1996                                             | 1934            | [ 77 ]          |
| Garrard & Co. Ltd                                     | The Prince of Wales                                                | Jewellery | Jewellers, Goldsmiths and Silversmiths                        | 2019                  | 1989                                             | 1735            | [ 78 ]          |
| Gieves & Hawkes Ltd                                   | The Queen, The Duke of Edinburgh (Until 2021), the Prince of Wales | Clothing, footwear and accessories                                                                                     | Naval Tailors and Outfitters                                  | 2019                  | 1809                                             | 1771            | [ 79 ]          |
| Gilbert Gilkes & Gordon                               | The Queen                                                          | Building & Maintenance                                                                                                 | Water Turbine Engineers                                       | 2021                  |                                                  | 1853            | [ 80 ]          |
| The Goring                                            | The Queen                                                          | Hotel | Hospitality Services                                          | 2019                  | 2013                                             | 1910            | [ 81 ]          |
| Halcyon Days                                          | The Queen, The Duke of Edinburgh (Until 2021), the Prince of Wales | Luxury gifts and accessories                                                                                           | Suppliers of Objets d'Art                                     | 2019                  | 1978                                             | 1950            | [ 82 ]          |
| Hamilton & Inches Ltd                                 | The Queen                                                          | Jewellery | Silversmiths & Clock Specialists                              | 2019                  | 1955                                             | 1866            | [ 83 ]          |
| Hand & Lock                                           | The Queen                                                          | Embroidery | Embroiderers and Suppliers of Military Accoutrements          | 2019                  | 2019                                             | 1767            | [ 84 ]          |
| Hayter Ltd.                                           | The Queen                                                          | Horticulture & Gardening Services                                                                                      | Manufacturers of Horticultural Machinery                      | 2019                  | 1960                                             | 1946            | [ 85 ]          |
| Hobs Reprographics                                    | The Queen                                                          | Reprographic services                                                                                                  | Reprographic services                                         | 2019                  | 2003                                             | 1969            | [ 86 ]          |
| House of Fraser Ltd t/a House of Fraser & Jenners     | The Queen                                                          | Clothing & Accessories                                                                                                 | Outfitters and Suppliers of Household Goods                   | 2019                  | ?                                                | 1849            | [ 87 ]          |
| Howden Joinery Ltd                                    | The Queen                                                          | Homes & Household Goods                                                                                                | Supplier of Fitted Kitchens                                   | 2019                  | 2015                                             | 1995            | [ 88 ]          |
| HP Foods Ltd (acquired by H.J Heinz Foods UK Limited) | The Queen                                                          | Condiment | HP Sauces                                                     | 2019                  | 1951                                             | 1875            | [ 89 ]          |
| Hull Cartridge Company Ltd.                           | The Queen                                                          | Sports, Leisure & Entertainment                                                                                        | Manufacturers of Shotgun Cartridges                           | 2019                  | 1992                                             | 1947            | [ 90 ]          |
| Jaguar Land Rover Limited                             | The Queen, The Duke of Edinburgh (Until 2021), the Prince of Wales | Premium & Luxury Automobiles                                                                                           | Manufacturers of Motor Vehicles                               | 2019                  | 1951                                             | 1922            | [ 91 ] [ 92 ]   |
| J. Floris Ltd                                         | The Queen, the Prince of Wales                                     | Perfumes and toiletries                                                                                                | Perfumers, Manufacturers of Toilet Preparations               | 2019                  | 1971                                             | 1730            | [ 93 ]          |
| J Hewit & Sons Ltd                                    | The Queen                                                          | Manufacturers of leather, bookbinding material retailer                                                                | Manufacturers of Leather                                      | 2019                  | 1975                                             | 1849?           | [ 94 ]          |
| Jack Barclay ltd                                      | The Queen                                                          | Bentley motor car dealership, servicing and repair                                                                     | Service and Repair of Motor Vehicles                          | 2019                  | 2014                                             | 1927            | [ 95 ]          |
| James Lock & Co. Ltd                                  | The Prince of Wales, The Duke of Edinburgh (Until 2021)            | Hatmaking | Hatters                                                       | 2019                  | 1956                                             | 1676            | [ 96 ]          |
| James Purdey & Sons Ltd                               | The Queen, the Prince of Wales, The Duke of Edinburgh (Until 2021) | Sports, hobbies and entertainment                                                                                      | Gun Makers                                                    | 2019                  | 1868                                             | 1814            | [ 97 ]          |
| James white drinks Ltd.                               | The Queen                                                          | Food & Drink | Tomato juice                                                  | 2019                  | 2002                                             |                 |                 |
| Jeeves of Belgravia                                   | The Prince of Wales                                                | Cleaning Products and Services                                                                                         | Dry Cleaners                                                  | 2019                  |                                                  | 1969            | [ 98 ]          |
| John Bell & Croyden                                   | The Queen                                                          | Pharmacy | Pharmacists                                                   | 2019                  | 1958                                             | 1798            | [ 99 ]          |
| Joel & Son Fabrics                                    | The Queen                                                          | Suppliers of fabrics                                                                                                   | Suppliers of Fabrics and Textiles                             | 2019                  | 1998                                             | 1979            | [ 100 ]         |
| John Lobb Ltd                                         | The Prince of Wales, The Duke of Edinburgh (Until 2021)            | Clothing, footwear and accessories                                                                                     | Bootmakers                                                    | 2019                  | 1956                                             | 1856            | [ 101 ]         |
| Judges Choice Petfood Ltd                             | The Queen                                                          | Dog Food | Producer & Supplier of Animal Feeds                           | 2019                  | 1991                                             | 1985            |                 |
| Kellogg's Marketing & Sales Co. (UK) Ltd.             | The Queen, the Prince of Wales                                     | Food & Drink | Purveyors of Cereals                                          | 2019                  | Unknown, likely since beginning of UK operations | 1906            | [ 102 ]         |
| Kinloch Anderson Ltd                                  | The Queen, The Duke of Edinburgh (Until 2021), the Prince of Wales | Clothing, footwear and accessories                                                                                     | Tailors and Kiltmakers                                        | 2019                  | 1934                                             | 1868            | [ 103 ]         |
| Laphroaig distillery                                  | The Prince of Wales                                                | Scotch Whisky | Distillers and Suppliers of Single Malt Scotch Whisky         |                       | 1994                                             | 1815            | [ 104 ]         |
| Launer London Ltd.                                    | The Queen                                                          | Bags and Accessories                                                                                                   | Handbags and Leather goods                                    |                       | 1968                                             | 1940            | [ 105 ]         |
| Loake Bros Ltd                                        | The Queen                                                          | Shoemakers | Manufacturer of Men's Footwear                                |                       | 2007                                             | 1880            | [ 106 ]         |
| Maldon Crystal Salt Company                           | The Queen                                                          | Food & Drink | Purveyors of Sea Salt                                         |                       | 2012                                             | 1882            | [ 107 ]         |
| Mappin & Webb                                         | The Queen, The Duke of Edinburgh (Until 2021)                      | Fine Jewelry, Watches and Luxury Goods                                                                                 | Jewellers, Goldsmiths & Silversmiths                          |                       | 1897                                             | 1775            | [ 108 ]         |
| McIlhenny Company                                     | The Queen                                                          | Condiments | Supplier of Tabasco sauce                                     |                       | 2009                                             | 1868            | [ 109 ]         |
| McFarlane Telfer                                      | The Queen                                                          | Maintenance | Catering & Refrigeration Engineers                            |                       | 2011                                             | 1992            | [ 110 ]         |
| Musk's Ltd                                            | The Queen                                                          | Sausages | Supplier of Musks Sausages                                    |                       | 2005                                             | 1884            |                 |
| Musto                                                 | The Queen, The Duke of Edinburgh (Until 2021)                      | Performance activewear                                                                                                 | Manufacturers of outdoor clothing                             |                       | 2010                                             | 1980            | [ 111 ]         |
| Mylands                                               | The Queen                                                          | Manufacturer of paints                                                                                                 | Manufacturer of French Polishes, Stains and Wax Polishes      |                       | 1985                                             | 1884            | [ 112 ]         |
| Nestlé UK                                             | The Queen                                                          | Confectioner | Manufacturers of Nestle Products                              |                       |                                                  | 1905            | [ 113 ]         |
| Packexe Ltd                                           | The Queen                                                          | Self Adhesive Protection Film                                                                                          | Manufacturers of Self Adhesive Protection Film                |                       | 2016                                             | 1989            | [ 114 ]         |
| Partridges London                                     | The Queen                                                          | Grocers | Food and Drink                                                | 2021                  | 1994                                             | 1972            | [ 1 ]           |
| Paxton & Whitfield                                    | The Queen, The Prince of Wales                                     | Food & Drink | London Cheesemongers                                          | 1997                  | 1850                                             | 1797            | [ 115 ]         |
| Peter Jones                                           | The Prince of Wales, The Duke of Edinburgh (Until 2021)            | Furnishings and linens                                                                                                 | Draper and Furnisher                                          |                       | 1987                                             | 1877            | [ 116 ]         |
| Price's Patent Candles                                | The Queen                                                          | Candles | Manufacturers of Candles                                      | 2020                  | 1850                                             | 1830            | [ 117 ]         |
| Procter & Gamble                                      | The Prince of Wales                                                | Consumer products | Manufacturers of Soap & Detergents                            |                       | 1965                                             | 1837            | [ 118 ]         |
| P Bowyer Associates Ltd (Dyno Rod East Anglia)        | The Queen                                                          | Reactive and planned drainage solutions                                                                                | Drainage Specialist                                           | 2019                  |                                                  | 1973            | [ 119 ]         |
| Radiocoms Systems Ltd                                 | The Queen                                                          | Voice and Data Communication Solutions                                                                                 | Supplier of Radio Communications Equipment and Services       |                       | 2017                                             | 1973            | [ 120 ]         |
| Richer Sounds                                         | The Prince of Wales                                                | Homes & Household Goods                                                                                                | Supplier of Consumer Electronic Products                      |                       | 2011                                             | 1978            | [ 121 ]         |
| Samsung Electronics (UK) Limited                      | The Queen, The Duke of Edinburgh (Until 2021), the Prince of Wales | Electronics | Television and audio-visual equipment                         |                       | 2012                                             | 1969            | [ 122 ]         |
| Scan Computers International Ltd                      | The Queen                                                          | High Performance Personal Computers & IT Hardware                                                                      | High Performance Personal Computers & IT Hardware             |                       | 2014                                             | 1987            | [ 123 ]         |
| Stanley Gibbons                                       | The Queen                                                          | Antiques, Art & Conservation                                                                                           | Philatelists                                                  |                       |                                                  | 1856            | [ 124 ]         |
| Schweppes Holdings Ltd (subsidiary of Coca-Cola UK)   | The Queen                                                          | Soft drinks and Mixers                                                                                                 | Manufacturers of Schweppes and Roses soft drinks              |                       | unknown, likely since 19th century               | 1783            | [ 125 ]         |
| Shepherd Neame Ltd.                                   | The Prince of Wales                                                | Beers | Specialist Products                                           |                       | 1998                                             | 1698            | [ 126 ]         |
| Sleepeezee Ltd                                        | The Queen                                                          | Bed and Mattress manufacturer                                                                                          | Bedding Manufacturers                                         |                       |                                                  | 1924            | [ 127 ]         |
| Skyman Sacks & Bags Ltd                               | The Queen                                                          | Suppliers of Sacks & Bags                                                                                              |                                                               |                       |                                                  | 1976            | [ 128 ]         |
| Spink & Son Ltd                                       | The Queen, The Duke of Edinburgh (Until 2021)                      | Medals and insignia | Medallists                                                    |                       | 1900                                             | 1666            | [ 129 ]         |
| Swarovski Optik                                       | The Queen                                                          | Optical lenses | Suppliers of Binoculars                                       |                       | 2009                                             | 1949            | [ 130 ]         |
| Taylors of Harrogate                                  | The Prince of Wales                                                | Tea and Coffee | Suppliers of Beverages                                        |                       | 2009                                             | 1886            | [ 131 ]         |
| Temple Bookbinders Oxford                             | The Queen                                                          | Hand Bookbinder | Hand Bookbinder                                               |                       | ??                                               | ??              | [ 132 ]         |
| The General Trading Company (Mayfair) Ltd             | The Queen, the Prince of Wales, The Duke of Edinburgh (Until 2021) | Fancy Goods | Suppliers of Fancy Goods                                      |                       | 1963                                             | 1920            | [ 133 ]         |
| The Mayfair Cleaning Company                          | The Queen                                                          | Office and Commercial Cleaning                                                                                         | Cleaning Services                                             |                       | 2000                                             | 1910            | [ 134 ]         |
| The Ritz                                              | The Prince of Wales                                                | Hotel | Banqueting and Catering Services                              |                       | 2002                                             | 1906            | [ 135 ]         |
| Thomas Lyte                                           | The Queen                                                          | Luxury Goods | Jewellers, Goldsmiths and Silversmiths                        |                       | 2015                                             | 2007            | [ 136 ]         |
| Toye, Kenning & Spencer                               | The Queen                                                          | Gold and Silver Laces, Insignia and Embroidery                                                                         | Suppliers of Gold and Silver Laces, Insignia and Embroidery   |                       | 1956                                             | 1685            | [ 137 ]         |
| Tom Smith                                             | The Queen                                                          | Christmas Crackers, Wrapping Paper                                                                                     | Inventor of the Christmas Cracker                             |                       | 1964                                             | 1847            | [ 138 ]         |
| Thomas Fattorini Ltd                                  | The Queen                                                          | Designers and makers of Civic Insignia, National Honours & Awards, Trophies, Medals, Ceremonial swords and Name badges | Manufacturers of Insignia, Honours & Awards                   |                       | 2008                                             | 1827            | [ 139 ]         |
| Turnbull & Asser                                      | The Prince of Wales                                                | Luxury Bespoke Men's Clothier                                                                                          | Luxury Clothing                                               |                       | 1980                                             | 1886            | [ 140 ]         |
| Twinings & Co. Limited London                         | The Queen                                                          | Tea | Tea and Coffee Merchants                                      |                       | 1837                                             | 1706            | [ 141 ]         |
| Unitech Complete Computing                            | The Queen, the Prince of Wales, The Duke of Edinburgh (Until 2021) | Computing systems | Software Developers/I.T. Providers                            |                       |                                                  | 1996            | [ 142 ]         |
| United Biscuits (UK) Ltd                              | The Queen                                                          | Food & Drink | Biscuit Manufacturers                                         |                       |                                                  |                 | [ 143 ]         |
| Unilever UK Ltd                                       | The Queen                                                          | Food, Home and Personal Care Products                                                                                  | Food and Household Products                                   |                       | 2016                                             | 1929            | [ 144 ]         |
| Universal Lighting Services Ltd                       | The Queen                                                          | Suppliers of Decorative Lighting                                                                                       | Lighting Suppliers                                            |                       | 2009                                             | 1970            | [ 145 ]         |
| Vale Brothers Ltd                                     | The Queen                                                          | Agriculture & Animal Welfare                                                                                           | Manufacturers of Horse Grooming Brushes                       |                       |                                                  | 1786            | [ 146 ]         |
| Waitrose                                              | The Queen, the Prince of Wales                                     | Food & Drink | Grocer and Wine & Spirit Merchant                             |                       | 2003                                             | 1904            | [ 147 ]         |
| Walkers Shortbread Ltd                                | The Queen                                                          | Food & Drink | Supplier of Oatcakes and Shortbread                           |                       | 2017                                             | 1898            | [ 148 ]         |
| Wartski                                               | The Queen, the Prince of Wales                                     | Jewellers, Gold, Silversmiths, Clockmakers                                                                             | Jewellers                                                     |                       |                                                  | 1865            | [ 149 ]         |
| Weetabix Limited                                      | The Queen                                                          | Breakfast Cereals | Manufacturer of Breakfast Cereals                             |                       |                                                  | 1932            | [ 150 ] [ 151 ] |
| Wilkin & Sons Ltd                                     | The Queen                                                          | Preserves, Puddings and Tea                                                                                            | Purveyors of Tiptree Products                                 |                       | 1911                                             | 1885            | [ 152 ]         |
| William & Son                                         | The Queen                                                          | Jewellers, Gold/Silversmiths & Clockmakers                                                                             | Goldsmiths and Silversmiths                                   |                       | 2009                                             | 1999            | [ 153 ]         |
| Worcester Bosch                                       | The Queen                                                          | Manufacturer of heating and hot-water goods                                                                            | Boiler Manufacturer                                           | 2019                  | 2009                                             | 1962            | [ 154 ]         |
| Yardley of London                                     | The Queen, the Prince of Wales                                     | Manufacturers of Toiletry Products                                                                                     | Manufacturers of Toiletry Products                            |                       | 1955                                             | 1770            | [ 155 ]         |
| Montala T/A ResourceSpace                             | The Queen                                                          | Digital Asset Management                                                                                               | Software Developers                                           |                       | 2018                                             | 2005            | [ 156 ] [ 157 ] |
| Xerox Ltd                                             | The Prince of Wales                                                | Print and digital document solutions                                                                                   | Manufacturers and Suppliers of Xerographic Copying Equipment  |                       |                                                  | 1906            | [ 158 ]         |
| Zone Creations                                        | The Queen                                                          | Creative Design | Manufacturers of Bespoke Acrylic Furniture                    |                       |                                                  | 1999            | [ 159 ]         |
| R.E. Tricker Ltd                                      | the Prince of Wales                                                | Shoemakers | Shoe Manufacturers                                            |                       | 1989                                             | 1829            | [ 160 ]         |